# Johan von Kaulbars
Johan Fredrik von Kaulbars, född 9 april 1689, död 16 december 1762, var en svensk friherre, militär och landshövding i Göteborgs och Bohus län 1749–1762. 

## Biografi
Johan Kaulbars blev föräldralös vid sju års ålder. Han började sin militära bana i Holstein-Gottorps tjänst, och som femtonåring var han redan fänrik i ett dragonregemente och deltog tidigt i flera fälttåg, bland andra slagen vid Ramillies och Malplaquet 1709. Han befordrades till ryttmästare 1709 vid ett holsteinskt regemente och deltog på svensk sida i belägringen av Stralsund 1714, då han hamnade i fångenskap under två år. Efter en fångutväxling kom han till Sverige och fick genast Karl XII:s uppmärksamhet. I maj 1718 blev von Kaulbars utnämnd till generaladjutant.
Den 30 november 1718 blev von Kaulbars på nära håll vittne till när Karl XII träffades av det dödande skottet i löpgraven; han lär ha sagt till likaså närvarande Bengt Wilhelm Carlberg "Herr Jesu, der König ist geschossen". Han blev den officer som först fick tillkännage kungens död för den svenska armén. 1731 blev Kaulbars överstelöjtnant vid skånska kavalleriregementet och 1741 överste i armén.
År 1747 blev han generalmajor och chef för Västgöta kavalleri och året därpå kommendör av Svärdsorden; han hade dessförinnan utarbetat förslag till ett svenskt ordensväsende. 1749 upphöjdes han till friherre, men tackade samtidigt nej till att bli riksråd. Utnämningen till landshövding i Göteborgs och Bohus län kom 23 augusti 1749 och han blev därmed även överkommendant för fästningarna i länet.
Den 30 november 1754 var landshövdingen med om att instifta "Götheborgs" första frimurarloge, där han två år senare var stormästare och djupt uppskattad. Det berättas om honom att "han var en oegennyttig ämbetsman, en samvetsgrann och värdig styresman och en välgärningsman för de fattiga."
Det så kallade Kaulbarska huset låg vid Stora Torget (senare Gustaf Adolfs Torg) där Börsen nu finns. Huset återuppbyggdes 1746 efter en brand och ägdes då av kommissarien Jöns Holsts änka, som senare gifte om sig med landshövding von Kaulbars. Efter ännu en eldsvåda 1758 lät Kaulbars på nytt bygga upp huset, denna gång i sten. Huset revs 1843 för att lämna plats åt Börsen.